# 키리안동고구
키리안동고구(Kiryandongo)는 우간다의 구로 행정 중심지는 키리안동고이며 면적은 3,624.1km2, 인구는 317,500명(2012년 기준)이다. 행정 구역상으로는 서부 주에 속한다. 북쪽으로는 은워야 구, 북동쪽으로는 오얌 구, 동쪽으로는 아파크 구, 남쪽과 서쪽으로는 마신디 구와 접한다.

## 같이 보기
- 서부주 (우간다)
- 우간다의 행정 구역